# Дубівка (річка)
Дубівка — річка у Волноваському районі Донецької області, права притока Кальміусу.

## Опис
Довжина річки 20  км., похил річки — 8,3 м/км. Формується з багатьох безіменних струмків та 14 водойм. Площа басейну 116 км2.

## Розташування
Дубівка бере початок на сході від села Трудівського. Тече на південний схід у межах сіл Старогнатівки та Новогригорівки. На околиці Гранітного впадає у річку Кальміус (басейн Азовського моря).